# Pastorada

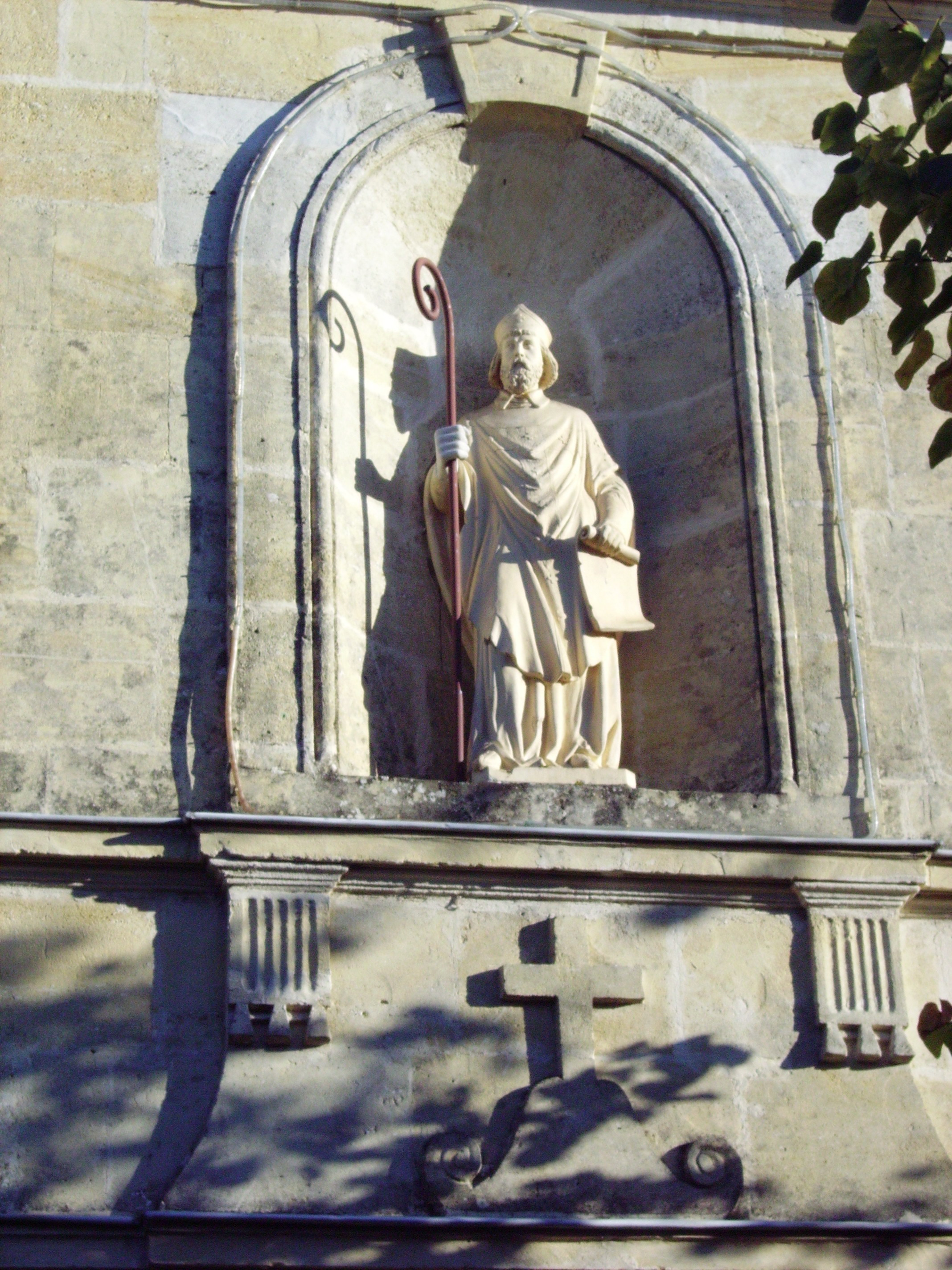
Sant Medard, sant a qui es dirigeixen homenatges recitant les pastores en
Benavarri (Baixa Ribargorça, Osca)

Una pastorada és una representació teatral popular de la província d'Osca que es caracteritza per un diàleg en vers que s'estableix entre els dos personatges principals, que representen a dos pastors transhumants (de la manera més comuna un mairal i un rapatán) de la muntanya altoaragonesa.
En els municipis de la Foia d'Osca, l'Alt Gállego, la Ribargorça, la Llitera, el Somontano de Barbastre, el Cinca Mitjà, el Baix Cinca i els Monegres. Encara que fins a la Guerra Civil, hi eren comunes, actualment només es representa regularment en la població de Benavarri, en la Baixa Ribargorça, on es va recuperar en 1953 després d'estar prohibits tota la postguerra, i constitueix un dels els actes centrals de les festes i Yebra de Basa, en l'Alt Gállego, que té el 25 de juny un grup de Santa Oròsia.

## Orígens
Les pastorades tenen un origen religiós; en elles es recita l'evangeli per homenatjar a un sant, que pot ser un sant comú o el patró d'un lloc. Per aquest motiu són un esdeveniment relacionat amb festes patronals i generalment es representen coincidint amb la celebració del sant.
D'acord amb el folclorista Ricardo del Arco (1888-1955), que va estudiar profundament la pastoral de Benavarri, aquest origen votiu determina que les parts immòbils d'una pastorada (per a la introducció i acomiadat) són fixes, ja que són les úniques que van específicament dirigides i són recitades al sant.
En la seva forma clàssica, les pastorades es representen en presència de les autoritats eclesiàstiques i civils, clàssicament el rector i l'alcalde. Segons algunes fonts, les primeres pastorades podrien haver estat desenvolupades al segle xvi o més probablement al llarg del segle xvii, però no hi ha exemples documentats de la pastoral de Besiáns, publicada en 1738, o text d'una pastorada més antiga documental a Aragó.
Les pastorades podrien tenir parts de dansa, o haver estat recitades de forma tradicional en esdeveniments actualment desapareguts. Les pastores podrien ser l'arrel de moltes de les danses tradicionals actuals d'aquestes comarques.